# Eugen Bolz

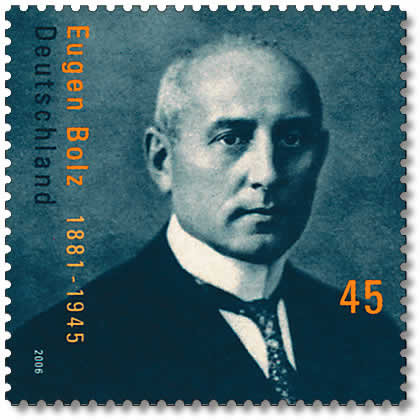
Sello postal alemán conmemorativo

Eugen Anton Bolz (Rottenburg am Neckar, 15 de diciembre de 1881 - Berlín, 23 de enero de 1945) fue un político alemán, miembro del partido Zentrum y opositor al nacionalsocialismo. Fue presidente del Estado de Wurtemberg entre 1928 y 1933 durante la República de Weimar.

## Biografía
Eugen Bolz era el segundo hijo de un comerciante católico de Rottenburg. Mientras estudiaba Derecho en Tubinga fue miembro de la asociación estudiantil "AV Guestfalia Tübingen", que pertenecía a la Asociación de Estudiantes Alemanes Católicos (Cartellverband der katholischen deutschen Studentenverbindungen).  Tras finalizar sus estudios en Bonn y Berlín, entra en el partido Zentrum y es delegado ante el Imperio Alemán entre 1912 y 1933.  También fue ministro de Justicia y Ministro del Interior del Estado de Wurtemberg.   
Contrajo matrimonio con María Hoene en 1920, de cuya unión nació una hija. 
Bolz fue elegido presidente de Wurtemberg en 1933, Estado en ese momento mayoritariamente protestante, al tiempo que el partido Nazi tomaba el poder nacional. Partidario de la Doctrina Social de la Iglesia, Bolz se opone al nuevo régimen, por lo que fue arrestado y enviado por un tiempo a un campo de concentración. Al salir, encuentra refugio en la Abadía de Beuron, dirigida por un abad opuesto a las doctrinas nazis, el monje benedictino Raphael Walzer. Allí Bolz estudia las encíclicas pontificias, cuestiones relacionadas con la Acción Católica y doctrinas económicas. Trabaja también como consejero fiscal, sabiendo que la Gestapo lo vigilaba. A finales de 1941 entra en contacto con los círculos de resistencia de Carl Friedrich Goerdeler, con quien ideó un nuevo gobierno tras la eventual caída de Hitler.  
Sin embargo, el atentado del conde Claus von Stauffenberg contra Hitler en la Prusia Oriental, el 20 de julio de 1944, provoca el arresto de Bolz el 12 de agosto de 1944. Juzgado por traición, es condenado a muerte el 21 de diciembre de ese año, siendo decapitado en la prisión de Plötzensee el 23 de enero de 1945. 
Una placa conmemorativa en la fachada de su casa natal, en Rottenburg am Neckar, recuerda una cita bíblica (Proverbios 1,7) que dice "Timor Domini initium sapientiae" ("El temor de Dios es el inicio de la sabiduría"). Varios institutos escolares, lugares y plazas de la Alemania de hoy portan el nombre de este hombre que resistió y fue víctima del poder de los nazis.